# Calf raises

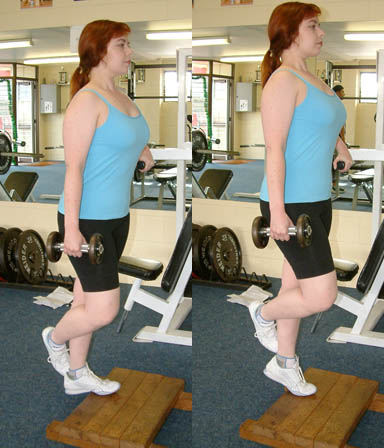
Calf raise met een dumbbell

Calf raises is een Engelse term voor "kuitheffen" die veel in de bodybuilding- en krachtsportwereld wordt gebruikt.

## De oefening
Calf raises kunnen op vele manieren worden uitgevoerd. De meest eenvoudige en ook thuis uit te voeren methode is als volgt; men gaat met beide benen (indien gevorderd met één been) op een traptrede of een andere stevige verhoging staan, bijvoorbeeld een paar stevige grote boeken of een dikke houten plank. De beginhouding is met de tenen op de verhoging en met de hielen op de grond of naar beneden los van de grond. Men houdt zich vast met één of twee handen en gaat op de tenen staan zonder de kracht van de armen te gebruiken. Hierna zakt men langzaam naar beneden tot de kuitspier gestrekt wordt. Dit is één herhaling (rep). Het is de bedoeling zoveel herhalingen te doen totdat men een brandend gevoel in de kuit(en) krijgt. Uiteraard kan men ook gewoon standaard 8 tot 10 reps doen.
Iemand die wat gevorderder is kan bijvoorbeeld ook op één been deze oefening uitvoeren. Dit is een stuk zwaarder dan met twee benen tegelijk. Ook kan men een dumbbell of een ander gewicht in een hand houden om de oefening nog zwaarder te maken.
Een eenvoudigere manier om de kuiten te trainen is om alleen de kuiten te heffen, staand op een vlakke ondergrond. Als men de voeten weer neerzet kan men de tenen iets omhoog doen, waardoor de kuiten ook een stukje de andere kant op geheven worden.

## Sportschool
Op de sportschool zijn vaak speciale apparaten te vinden om calf raises mee uit te voeren. Hier zijn zowel apparaten voor waarbij men zit en waarbij men staat. Het te verstellen gewicht begint vaak bij 5 kg en kan oplopen tot wel 80 kg of meer.
Vergevorderde sporters, meestal bodybuilders, gebruiken soms een trainingspartner om zware calf raises genaamd "donkey raises" mee uit te voeren. Men staat op een verhoging en buigt voorover met een rechte rug en houdt zich vast aan een stevig iets. De trainingspartner (of eventueel zelfs twee mensen) gaat op de rug van degene zitten en blijft daar zo lang opzitten totdat de uitvoerder niet meer verder kan. De naam "donkey raises" is afkomstig van "ezeltje rijden". Vaak beginnen bodybuilders met deze oefening als zij met andere calf raises geen of onvoldoende resultaat behalen.

## Spierpijn en blessures
De meeste sporters ontkomen niet aan spierpijn bij deze oefening, in tegenstelling tot bijvoorbeeld de buikspieren en de onderarmspieren, waarbij spierpijn relatief veel minder voorkomt. De kuiten zijn een spiergroep die ondanks de spierpijn minder rust nodig hebben dan andere spieren die belast worden door krachttraining. Ondanks dat zijn de kuiten en ook de achillespees redelijk blessuregevoelig.

## Sporten
Calf raises worden vooral door bodybuilders, fitnessers of atleten en met name hardlopers en sprinters gedaan.